# Willi Kuhweide
Wilhelm „Willi“ (auch „Willy“) Kuhweide (* 6. Januar 1943 in Berlin) ist ein ehemaliger deutscher Regattasegler, Olympiasieger, vierfacher Weltmeister und dreifacher Europameister.

## Leben

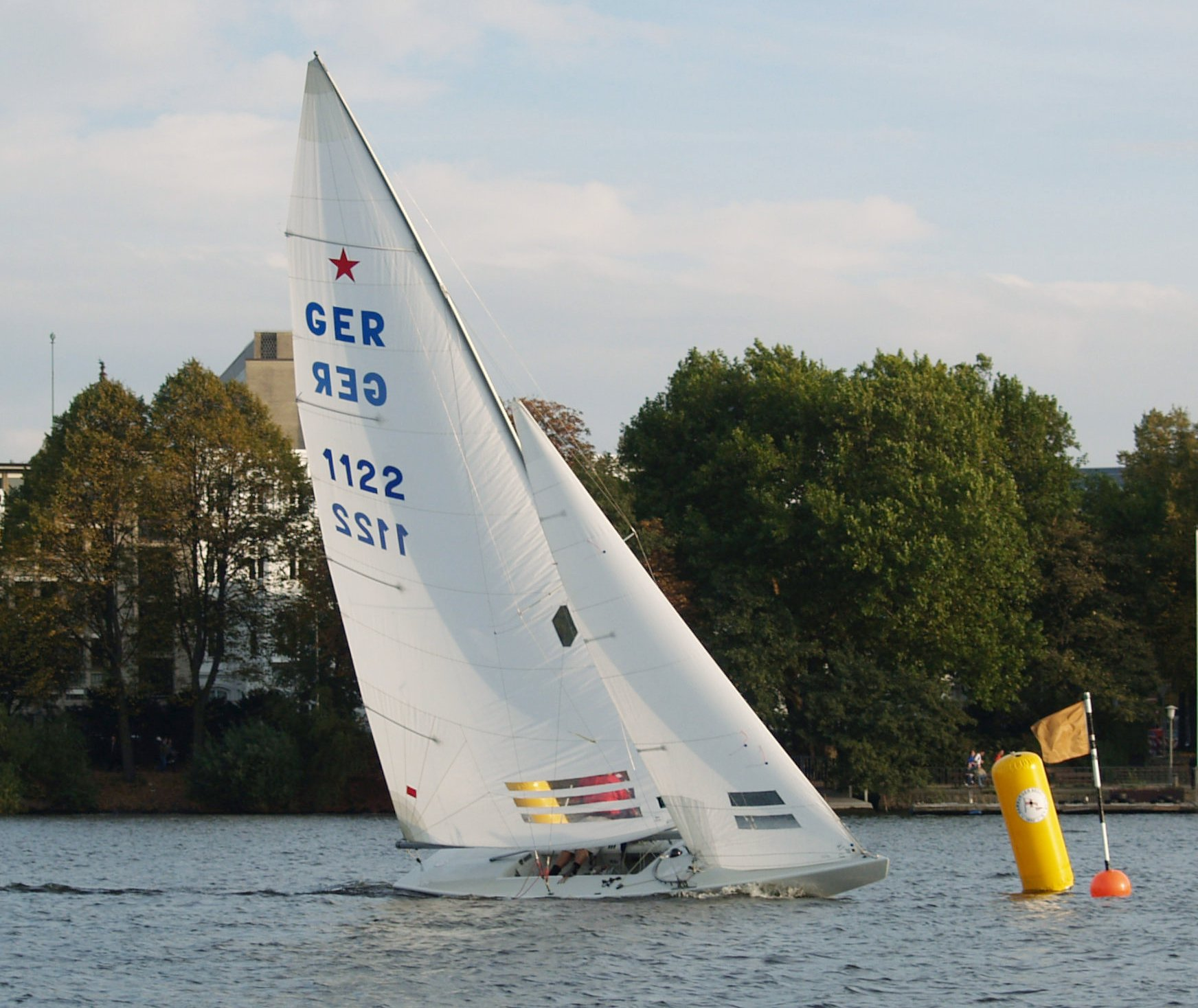
Starboot – Klasse, (GER 1122)

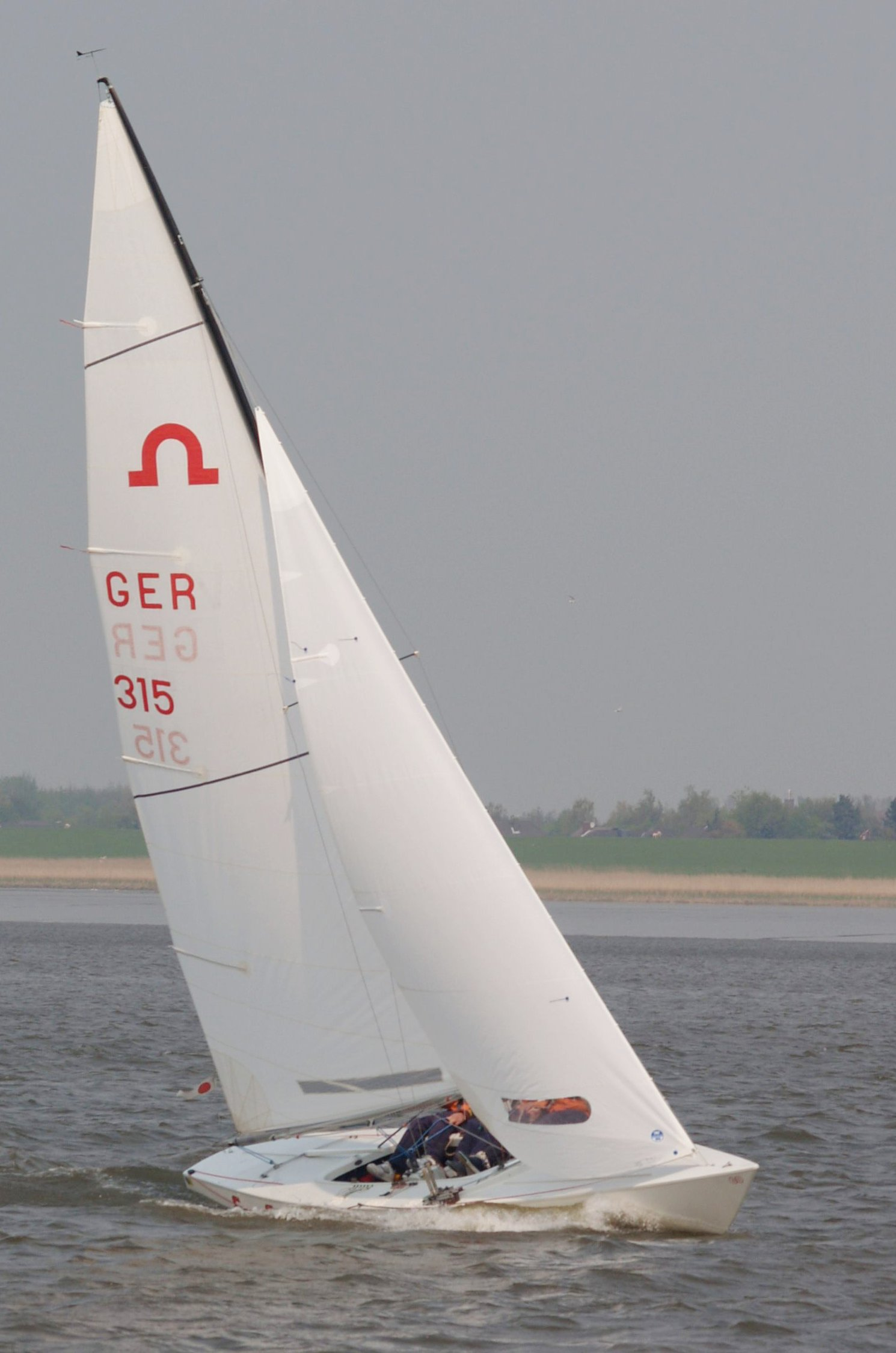
Soling – Klasse, (GER 315)

Mit 15 Jahren ersegelte Kuhweide seinen ersten Sieg bei der Kieler Woche, im Jugendboot Pirat. Nachdem seinem Heimatverein Seglerhaus am Wannsee ein Finn gespendet worden war, wurde Kuhweide trotz seines geringen Alters ausgewählt, auf der olympischen Jolle zu segeln. Bereits als Sechzehnjähriger siegte er darauf 1959 in der Kieler Woche und wurde Vierter bei der Europameisterschaft. Ein Jahr später holte er sich im Finn den europäischen Vizetitel, 1961 in Warnemünde (DDR) schließlich den Europameistertitel. 1963 gewann Kuhweide die Weltmeisterschaft.
Nachdem er auch die Europameisterschaft 1964 gewonnen hatte, wurde Kuhweide für die Olympischen Spiele 1964 in Tokio buchstäblich erst kurz vor Toresschluss für die gesamtdeutsche Mannschaft nominiert: Horst „Hotte“ Herrmann vom Bund Deutscher Segler der DDR hatte die Ost-West-Ausscheidungsserie gewonnen. Dennoch nominierte die DDR den vermeintlich stärkeren Segler Bernd Dehmel für die Olympischen Spiele.  Der Deutsche Segler-Verband der BRD protestierte und erreichte schließlich eine Annullierung der Serie. Stattdessen sollten für die Qualifikation nun zunächst die Europameisterschaft vor Kopenhagen und schließlich ein Stechen vor Enoshima (bei Tokio) zählen. Zu beiden bekam Dehmel von den DDR-Funktionären keine Freigabe. Erst eine halbe Stunde vor dem Start erfuhr Kuhweide vom Internationalen Olympischen Komitee (IOC), dass er für die gesamtdeutsche Mannschaft am olympischen Rennen in Enoshima gesetzt wurde. Dort gewann der Westberliner daraufhin trotz Mittelohrentzündung die Goldmedaille.  Zwei Jahre später holte er sich 1966 im Finn erneut den Weltmeistertitel, den er 1967 verteidigen konnte. Bei den Olympischen Spielen 1968 in Mexiko ersegelte er hingegen nur den 15. Platz.
Vier Jahre später in Kiel 1972 erreichte Kuhweide, nun im Starboot zusammen mit Karsten Meyer, den dritten Platz. Im gleichen Jahr holte er, mit Meyer im Starboot in Puerto Azul, seinen vierten Weltmeistertitel. Er nahm noch zwei weitere Male an Olympischen Sommerspielen teil, wobei er 1976 in Montreal den 6. Platz und 1984 in Los Angeles den 8. Platz erreichte. Bei seiner fünften Olympiateilnahme 1984 war er zudem Fahnenträger der bundesdeutschen Mannschaft.
Kuhweide wurde insgesamt viermal Weltmeister im Segeln (1963, 1966, 1967 und 1972; 1980 Soling-Vizemeister). Dreimal holte er sich den Europäischen Titel (1961 und 1962 im Finn, 1974 im Soling mit Axel May; 1960 und 1967 Finn-Zweiter und 1980 Soling-Zweiter; 1965 und 1971 Finn-Dritter, 1959 und 1970 Finn-Vierter), zehnmal gewann er auf der Kieler Woche (letzte Teilnahme 1983). 1967 und 1971 wurde er Deutscher Meister in der Finnjolle (1967 Vizemeister). 1973, 1974, 1976, 1977 und 1981 wurde Kuhweide mit Axel May Deutscher Soling-Meister, 1985 wurde er deutscher Starboot-Meister. 1974 holten sich Kuhweide und May den Titel des britischen Soling-Vizemeisters, 1975 und 1979 wurde Kuhweide mit einem anderen Vorschoter im Soling deutscher Vizemeister.
2004/2005 war er Kommodore des Deutschen Challenger Yacht Clubs, das die erste deutsche Bewerbung um den America’s Cup organisierte. Das United Internet Team Germany beendete die Auswahlregatta für den Cup, den Louis Vuitton Cup, allerdings als Vorletzter.
In einer Bestenliste, die Punkte für Medaillen in den wichtigsten Wettbewerben vergibt, wurde Kuhweide bis 1987 als bester Finnjollensegler gewertet, anschließend teilte er sich den Titel mit Lasse Hjortnæs. Erst später wurde Ben Ainslie erfolgreichster Finnsegler. Kuhweide ersegelte später weitere Erfolge im Starboot und Soling.
2011 wurde Willy Kuhweide in die Hall of Fame des deutschen Sports aufgenommen. Außerdem erhielt er 1964 das Silberne Lorbeerblatt.
Das Darling getaufte hölzerne Finn, mit dem Kuhweide seine wichtigsten Erfolge feierte, wird heute im Deutschen Schifffahrtsmuseum in Bremerhaven
gezeigt.

### Privates
Kuhweide arbeitete hauptberuflich als Pilot und später als Ausbilder für Piloten für die Lufthansa. Als Pilotenprüfer zog er nach Phoenix im US-Bundesstaat Arizona: 1989 übernahm er dort die Leitung der Verkehrsfliegerschule der Lufthansa, später wurde dort nach seinen Plänen ein Flughafen gebaut. Inzwischen lebt Kuhweide im nahen Ort Carefree im Ruhestand; einen weiteren Wohnsitz hat er im Schweizer Küssnacht am Vierwaldstättersee.
Kuhweide ist in dritter Ehe verheiratet und hat aus erster Ehe zwei Töchter. Zu seinen Hobbys zählt Kuhweide Musik (Klavier, Akkordeon) und vor allem Golfspielen (Handicap nach eigenen Angaben 14).